# النابغة اليربوعي
النابغة اليربوعي هو من يربوع بن لقيط بن مرة بن عوف بن مسعد بن ذبيان، ويقال له: النابغة الذبياني. ونابغة بني قتال. كان أحد الشعراء النوابغ-فيما يقال-وقد درس شعره.